# بیلا گال
بیلا گال (مجاری: Béla Gaál؛ ‏ ۲ ژانویهٔ ۱۸۹۳ – ۱۸ فوریهٔ ۱۹۴۵) یک فیلم‌نامه‌نویس، کارگردان فیلم، شاعر و بازیگر اهل مجارستان بود. وی نخستین فیلم ناطق سینمای مجارستان را در سال ۱۹۳۰ کارگردانی کرد.
از فیلم‌ها یا مجموعه‌های تلویزیونی که وی در آن‌ها نقش داشته است، می‌توان به دختران امروزی، قصه‌های بوداپست و خودروی رؤیایی اشاره نمود.